# Isca sullo Ionio
Isca sullo Ionio är en ort och kommun i provinsen Catanzaro i regionen Kalabrien i Italien. Kommunen hade 1 581 invånare (2018).